# Las comunistas
Las Comunistas, es una Revista musical, denominada por sus autores como "Travesura picaresca femenina con incrustaciones de revista, en un acto, dividido en un prólogo musical, tres cuadros, varios subcuadros y una apoteosis", con libreto de Francisco Trigueros Engelmo, y música del maestro Bernardo García Bernalt. Se estrenó con gran éxito en el Salón Novedades de Valencia, el 15 de abril de 1934.

## Historia
Durante la época republicana, fue cuando la revista floreció en su aspecto más sicalíptico, llegando en sus tramas e historias, a mezclar desde enredos de corte vodevilesco, hasta referencias a la política y la sociedad. En este caso, el libretista ha usado el tema del comunismo, el cual estaba causando verdadera sensación en muchos aspectos sociales, para desarrollar una trama disparatada y sugestiva, en la que en un mundo al revés, las mujeres usen sus armas para cazar a los hombres.
En el apartado musical, sigue las pautas generales de la revista musical, en cuanto a despliegue de melodías ligeras, y sobre todo, bailables, destacando sobre todas ellas la marcha de las comunistas.

## Argumento
En el pequeño pueblo levantino de Ben-Mujer, las mujeres se han rebelado y han declarado el comunismo libertario amoroso, intentando cazar a todo hombre libre para repartirlo entre sus compañeras. Varios hombres de la localidad, Don Deogracias (el cura), Gori-Gori (el sacristan), Don Casto (el alcalde), Jeremías (el secretario), Don Podenco (el alguacil) y Don Flor (el boticario), tratan de huir de ellas, refugiándose en un viejo convento abandonado. Son apresados por las cabecillas del movimiento Doña Mecha, Dinamita, Polvorilla y Metralla, llevándolos al cuartel para poder sortearlos entre sus compañeras. Al final algunos vuelven a acabar con sus esposas, mientras que otros disfrutan de nuevas parejas. Todos llegan a la conclusión de que el Comunismo Amoroso es un gran invento pero aun así, todavía quedan mujeres españolas, acabando la obra con un desfile de mujeres españolas.

## Números musicales
- Prólogo musical - Introducción y Marcha de Las Comunistas: "Soy terrible comunista del encanto y del placer"
- Vals del beso: "Yo no sabía lo que era besar"
- Carioca infernal (Orquesta)
- Danzon Cubano: "La rumba del platanito"
- Apoteosis y desfile de la compañía - Pasodoble: "Es la mujer española"

## Personajes principales
- Dinamita, cabecilla de las comunistas
- Metralla, militante comunista amorosa
- Polvorilla, militante comunista amorosa
- Doña Mecha, cabecilla de las comunistas
- Don Deogracias, cura del pueblo
- Gori - Gori, el sacristán
- Don Casto, alcalde despuesto
- Jeremías, secretario del alcalde
- Don Podenco, el alguacil
- Don Flor, el boticario